# Tyagaraja (cràter)
Tyagaraja és un cràter d'impacte en el planeta Mercuri de 97 km de diàmetre. Porta el nom del compositor indi Tyāgarāja (1767-1847), i el seu nom va ser aprovat per la Unió Astronòmica Internacional el 1976.